# Macrogalea zanzibarica
Macrogalea zanzibarica är en biart som beskrevs av Michener 1977. Macrogalea zanzibarica ingår i släktet Macrogalea och familjen långtungebin. Inga underarter finns listade i Catalogue of Life.